# Patrick Laroche
Patrick Laroche, né le 6 octobre 1959 à Blois (France), est un sculpteur de nationalités française et suisse. Artiste sculpteur récompensé du prix de Meilleur ouvrier de France en 1997, ses œuvres les plus célèbres sont celles de sa collection de légumes nommé “Vegetables”. La collection Vegetables a notamment été exposé l’Exposition Universelle de Milan en 2015, à Paris en 2011-2012 sur le Pont Alexandre III, face aux Invalides, ainsi que sur la Place de l’étoile désormais Place Charles-de-Gaulle.

## Biographie
Patrick Laroche est originaire de Blois. En 1985, il commença sa carrière de sculpteur professionnel en Belgique à Bruxelles, où il rencontra son maître le sculpteur Roger de Jonckheere (premier prix de Rome). De 1985 à 1997, de Jonckheere forma Laroche pour en faire le successeur de son atelier Bruxellois. C’est au cours de cette période que Patrick Laroche travaille son talent s’exerçant aux techniques classiques telles que: la taille de marbre, les moulages, les réductions et agrandissements de modèles.
De ce travail émergent les premières œuvres d’art signées Laroche. Pour la réalisation de ses œuvres il a souvent eu recours à la technique du pantographe des sculpteurs.
En 1997, Patrick Laroche installe son atelier dans le Jardin Jean-Félix Hap à Bruxelles, période pendant laquelle il crée la plupart de ses marbres et sculptures classiques.
En 2011 il installe son atelier privé à Paris, où il réalise ses œuvres d’art, ses sculptures et du mobilier d’art. Depuis 2011 Laroche a été régulièrement primé et il est régulièrement exposé dans le monde entier, que ce soit dans des musées, des foires d’art internationales, des galeries ou des collections privées.
En 2016 Patrick Laroche offre ses compétences via un mécénat au Château de Chantilly et l’institut de France pour la réalisation d’une sculpture d'Arès Borghèse, sculptant à l’identique l'original exposé au Musée du Louvre.

## Œuvres

### Œuvres classiques

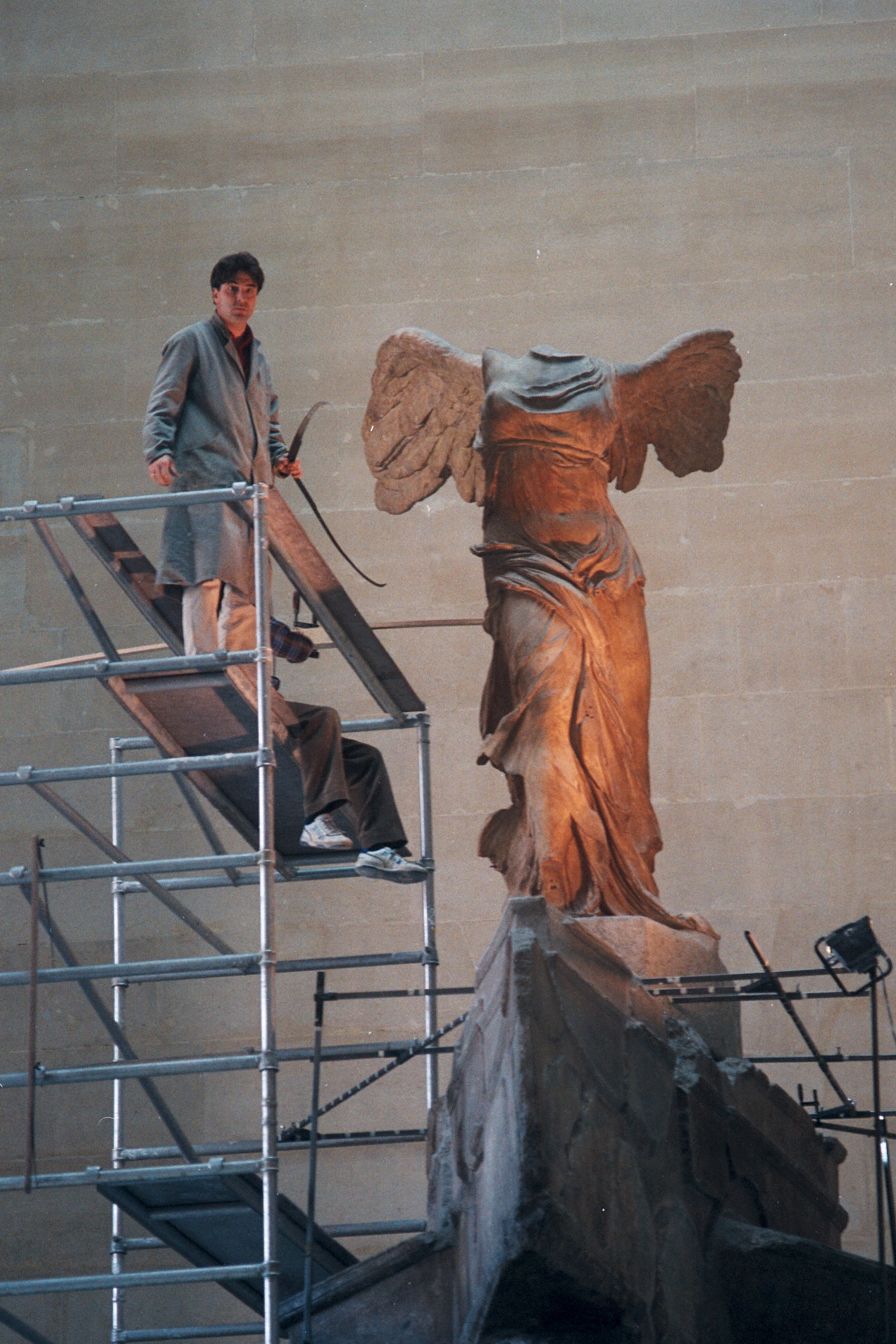
La réalisation de maquettes d’après le modèle original de la Victoire de Samothrace au Louvre.

Patrick Laroche utilise la technique du pantographe, utilisé par les praticiens à travers les siècles. Il a réalisé plusieurs agrandissements de sculptures pour la RMN comme les statues de Jean-Jacques Rousseau pour la ville de Montmorency, ainsi que le buste de Philippe Léotard pour le Théâtre romain de Fréjus.
La réalisation de maquettes d’après le modèle original de la Victoire de Samothrace au Louvre et l'agrandissement des bas reliefs de la fontaine des Innocents à Paris aussi pour la Réunion des musées nationaux et du Grand Palais des Champs-Élysées.
En 2014, il est le concepteur du trophée pour route du Rhum 2014.

### Œuvres contemporaines
Les œuvres contemporaines de Patrick Laroche se distinguent par des légumes surdimensionnés colorés. En 2010, il lance une collection intitulée Vegetables, mélangeant sensualité, observation, et surréalisme.
En 2015, Patrick Laroche expose la collection “Vegetables”  à l'Exposition Universelle de Milan, en Italie, pour le pavillon de la France.
Certaines installations majeures ont été exposées au Pont Alexandre III, aux Invalides, et sur la Place Charles-de-Gaulle à Paris. En 2011, le sculpteur expose en marge de la Foire Internationale d'Art Contemporain (FIAC) à Paris.
Ses œuvres sont régulièrement exposées en Europe, au Canada, en Afrique, en Asie, ainsi qu'aux États-Unis, telles que Art New York, Art Miami et L.A. Art Show.
Certaines œuvres font partie de collections permanentes, tel qu’en Espagne, en Pologne et au Canada.

### Design d'intérieur et Mobilier d'art
En 2020, Patrick Laroche a lancé une collection de mobilier d’art inspirée par le monde sauvage et l'art de la Grèce Antique d’où il s'inspire. Sa collection de meubles appelée "Mirage" divague entre réalité et motifs animaliers. La collection est créée à partir de matériaux nobles tels que le bronze, le marbre, l'albâtre et l'or.
Si certaines créations peuvent s'inspirer d'une architecture existante, les conceptions sont entièrement nées de l'invention de lui-même. L'artiste aborde chaque pièce avec l'œil d'un designer tout en apportant des ajustements artistiques.

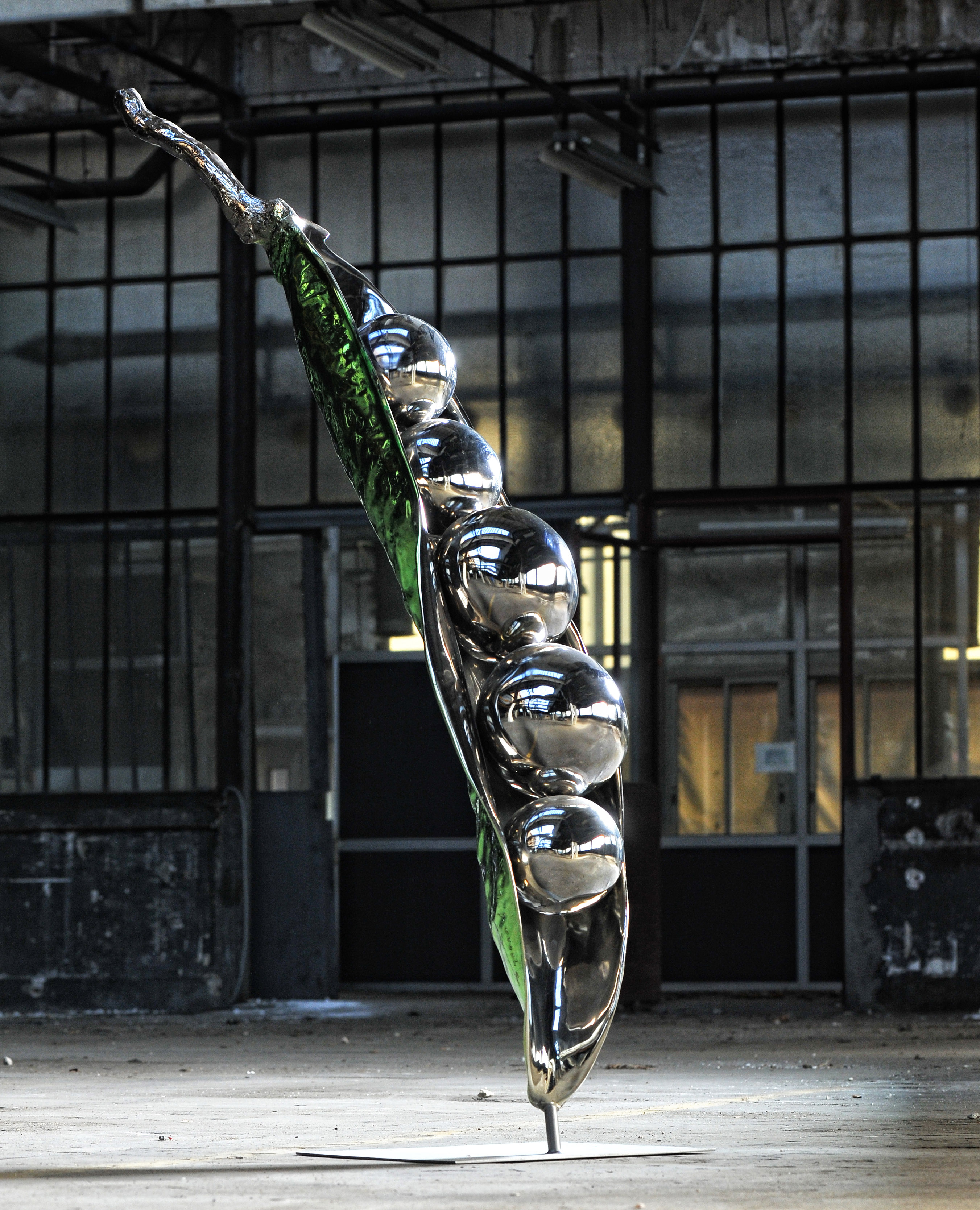
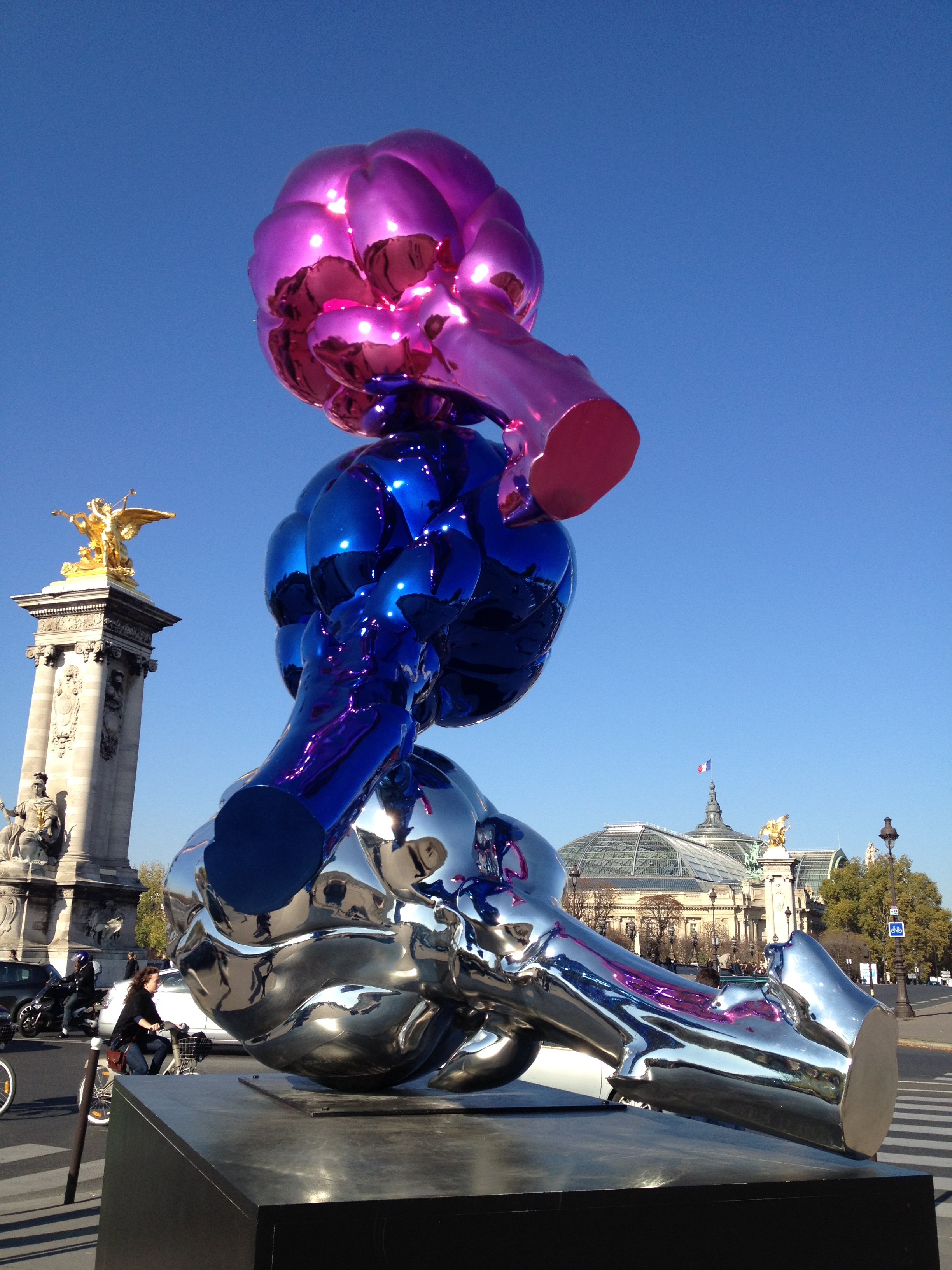

## Expositions
- Exposition de trois sculptures au Pavillon de la France à l'exposition universelle de Milan 2015.
- Galerie Boccara, Avenue Matignon, Paris
- Galerie 208[12], Boulevard Saint Germain, Paris
- Country Club, Saint Cloud
- Siège de la banque Barclay, Paris
- Galerie Sagil, rue de Rivoli, Paris
- Hôtel Sofitel Le Faubourg[13], 15 rue Boissy d'Anglas, Paris
- Hôtel Sofitel Arc de Triomphe, 14 rue Beaujon, Paris
- Hôtel Normandie Barrière, rue Jean Mermoz, Deauville
- Hôtel Le Renaissance Arc de Triomphe, 39 avenue de Wagram, Paris
- Maison Blanche, 15 Avenue Montaigne, Paris
- Hôtel Intercontinental Carlton, Boulevard de la Croisette, Cannes
- Œuvre monumentale "Vegetables", Pont Alexandre-III, Invalides, Paris
- Œuvre monumentale "Vegetables", Place de l'Étoile, Paris
- Œuvre monumentale "Vegetables", Angle Boulevard St Germain & Boulevard Raspail, Paris
- Galerie Park Ryu Sook, Séoul
- Galerie Argo, Zeedijk, Knokke Le Zoute
- Galerie de Laminne de Bex, Grand Sablon, Bruxelles
- Parlement Européen, Rue de la loi, Bruxelles
- Galerie Art and Glass, Place des sablons, Bruxelles
- Institut Européen de Maastricht
- Galerie les Hirondelles, Coppet
- Biennale de Moscou, décembre 2012
- Hôtel Sofitel St James, Londres[14]
- La Maquinista, Carrer de Potosi, Barcelone